# Phyllostominae
Sous-famille
Phyllostominae est une sous-famille de chauves-souris.

## Liste desgenres
- Chrotopterus Peters, 1865
- Lonchorhina Tomes, 1863
- Macrophyllum Gray, 1838
- Macrotus Gray, 1843
- Micronycteris Gray, 1866
- Mimon Gray, 1847
- Phylloderma Peters, 1865
- Phyllostomus Lacépède, 1799
- Tonatia Gray, 1827
- Trachops Gray, 1847
- Vampyrum Rafinesque, 1815